# 42e Assemblée générale de l'Île-du-Prince-Édouard
La 42e Assemblée générale de l'Île-du-Prince-Édouard fut en séance du 2 mars 1932 au 15 juin 1935. Le Parti conservateur dirigé par James David Stewart forma le gouvernement.  William J.P. MacMillan devint Premier ministre et chef de parti en 1936 quand Stewart est mort en 1933.
Augustine A. MacDonald fut élu président.
Il y eut quatre sessions à la 42e Assemblée générale :
| Session | Début       | Fin          |
| ------- | ----------- | ------------ |
| 1re     | 2 mars 1932 | 2 avril 1932 |
| 2e      | 5 mars 1933 | 6 avril 1933 |
| 3e      | 6 mars 1934 | 5 avril 1934 |
| 4e      | 5 mars 1935 | 4 avril 1935 |

## Membres

### Kings
| Circonscription | Membre de l'assemblée | Membre de l'assemblée  | Parti        | Conseiller | Conseiller          | Parti        |
| --------------- | --------------------- | ---------------------- | ------------ | ---------- | ------------------- | ------------ |
| 1er Kings       |                       | Augustine A. MacDonald | Conservateur |            | Harry D. McLean     | Conservateur |
| 2e Kings        |                       | Harry H. Cox           | Libéral      |            | James P. McIntyre   | Libéral      |
| 3e Kings        |                       | Leslie S. Hunter       | Conservateur |            | H. Francis MacPhee  | Conservateur |
| 4e Kings        |                       | John A. Campbell       | Libéral      |            | Montague Annear     | Libéral      |
| 5e Kings        |                       | J. Howard MacDonald    | Conservateur |            | James David Stewart | Conservateur |

### Prince
| Circonscription | Membre de l'assemblée | Membre de l'assemblée                       | Parti        | Conseiller | Conseiller               | Parti        |
| --------------- | --------------------- | ------------------------------------------- | ------------ | ---------- | ------------------------ | ------------ |
| 1er Prince      |                       | Aeneas Gallant                              | Libéral      |            | Thane Alexander Campbell | Libéral      |
| 2e Prince       |                       | G. Shelton Sharp                            | Conservateur |            | William H. Dennis        | Libéral      |
| 3e Prince       |                       | Adrien F. Arsenault                         | Conservateur |            | Thomas MacNutt           | Conservateur |
| 4e Prince       |                       | Heath Strong                                | Conservateur |            | Walter Maxfield Lea      | Libéral      |
| 5e Prince       |                       | Leonard M. MacNeill John F. MacNeill (1932) | Conservateur |            | Lucas R. Allan           | Libéral      |

### Queens
| Circonscription | Membre de l'assemblée | Membre de l'assemblée | Parti        | Conseiller | Conseiller              | Parti        |
| --------------- | --------------------- | --------------------- | ------------ | ---------- | ----------------------- | ------------ |
| 1er Queens      |                       | Thomas Wigmore        | Conservateur |            | Walter G. MacKenzie     | Conservateur |
| 2e Queens       |                       | David F. Bethune      | Conservateur |            | Bradford William LePage | Libéral      |
| 3e Queens       |                       | Matthew W. Wood       | Conservateur |            | J. Augustine MacDonald  | Conservateur |
| 4e Queens       |                       | James Larabee         | Libéral      |            | Callum J. Bruce         | Libéral      |
| 5e Quuens       |                       | W. Allen Stewart      | Conservateur |            | William J.P. MacMillan  | Conservateur |